# Dào San
Dào San là một xã thuộc huyện Phong Thổ, tỉnh Lai Châu, Việt Nam. Xã này rộng 69,99 km². Đến năm 2021, Dào San có tổng số 1.681 hộ gia đình và 8.628 nhân khẩu, bao gồm sự đa dạng của 6 nhóm dân tộc khác nhau: Mông, Dao, Hà Nhì, Hoa, La Hủ và Kinh, họ cùng chung sống và tạo nên bức tranh văn hóa phong phú tại đây.